# انحلال الربيدات
انحلال الرُّبَيْدَات Rhabdomyolysis هي متلازمة سريرية حيويَّة ناجمة عن انحلال العضلات المخططة أو الربيدات، وما ينتج عن ذلك من تحرر المواد الموجودة بداخلها وانتشارها في الدم والسائل خارج الخلوي. تتفاوت الخطورة بين حالة وأخرى، بين الارتفاع المعزول للكرياتين فوسفوكيناز (Creatine Phosphokinase -CPK) إلى ما قد يهدد الحياة بسبب فرط بوتاسيوم الدم والقصور الكلوي الحاد والتخثر المنتشر داخل الأوعية الدموية والاضطرابات الهامة لكهارل الدم.أكثر الأسباب المعروفة هي الانضغاط المديد للأطراف، إلا أنه يجب ألا يغيب عن البال الأسباب الأخرى المتنوعة كعوز بعض الأنزيمات، والأخماج الشديدة، والتسممات، وبعض الأدوية الخافضة للكوليسترول.

## الفيزيولوجيا المرضية

### الإصابة العضلية
الإصابة العضلية يعتمد توزع الكهارل بين داخل الخلية وخارجها على ثلاثة عوامل  سلامة غشاء الخلية، ومضخة الصوديوم التي تستمد طاقتها من ال ATP والحساسة إذن للأكسجين، وتوازن الضغط الحلولي Osmotic Pressure على جانبي الغشاء. يتخرب الغشاء الخلوي إذا حدث خلل بأحد هذه العوامل مفردة أو مجتمعة، يؤدي هذا التخرب إلى ما يلي:
- دخول الصوديوم إلى الخلية بشكل هائل مؤدياً لتوذمها.
- ارتفاع تركيز الكالسيوم داخل الخلية والذي قد يصل إلى عشرة أضعاف قيمته الطبيعية.

تحرر كميات كبيرة من البوتاسيوم وخروجها من الخلية إلى السائل خارج الخلوي، مما قد يعرض لحدوث اضطراب النظم القلبي.
- تحرر حمض اللبن Lactic Acid وغيره من الأحماض الأخرى مسبباً حماضاً استقلابياً Metabolic Acidosis، وهذا ما قد يساهم في ترسب الميوغلوبين في الأنابيب الكلوية. يظهر الميوغلوبين في البول لدى تخرب 100 غ من العضلات، ويصبح لون البول أحمر- بني لدى تخرب 200 غ من النسيج العضلي.
- تحرر كميات كبيرة من الثرومبوبلاستين ما قد يؤدي إلى اضطراب التخثر. كما تتحرر كميات كبيرة من ال CPK ؛ ليس لهذا الأنزيم سمية خاصة ولكنه مؤشر على كمية النسيج العضلي المنحل.

### الإصابة الكلوية
الإصابة الكلوية تنتج عن عدة عوامل. صحيح أن الميوغلوبين سام للكلية إلا أنه لا يكفي وحده لإحداث القصور الكلوي الحاد. أظهرت الدراسات أن الميوغلوبين لا يسبب القصور الكلوي بغياب نقص حجم الدم Hypovolemia.
مهما كان سبب انحلال الربيدات فلا بد لحدوث الإصابة الكلوية أن يجتمع نقص بحجم الدم ونقص بالتروية الكلوية (تقبض أوعية Vasoconstriction) وحماض استقلابي. تُظهر الدراسة النسيجية عادة وجود تنخر انبوبي Tubular Necrosis مع وجود اسطوانات الميوغلوبين

## أسباب انحلال الربيدات
أسباب انحلال الربيدات يمكن جمعها بالأسباب التالية:

### انحلال الربيدات بنقص التروية
انحلال الربيدات بنقص التروية يؤدي انضغاط الأطراف المديد إلى نقص تروية عضلية، والذي بالإضافة للآفات النسيجية المباشرة يشكل ما يعرف بالمتلازمة الهرسية  Crush Syndrome، تقريباً كما يحدث لدى انسداد أحد شرايين الأطراف. يؤدي نقص التروية إلى انهيار كمية ال ATP وبالتالي تعطل عمل مضخة الصوديوم وما ينتج عن ذلك من تراكم للصوديوم والكالسيوم داخل الخلية، وحدوث الوذمة الخلوية. عند إعادة التروية إلى طبيعتها يزداد انتاج الجذور الحرة Free Radicals من جهة، ومرور محتويات الخلية إلى الدوران العام من جهة أخرى (بوتاسيوم، فوسفور، CPK)، وهذا ما ينقل الإصابة المحلية البدئية إلى الأعضاء الأخرى كالقلب والرئة (متلازمة الضائقة التنفسية الحادة ARDS: Acute Respiratory Destress Syndrome) والكبد، وحدوث متلازمة الفشل عديد الأعضاء Multivisceral Failure Syndrome.
يمكن أن يحدث انحلال الربيدات نتيجة الاضطراب المديد بين الحاجة للطاقة والكمية المُؤمنة منها، كما يحدث خلال الجهد العضلي الشديد؛ وغالباً ما يكون هنا عوامل أخرى مساعدة كبعض الظروف المناخية أو التجفاف Dehydration أو خلل تبديد الحرارة. تحدث مثل هذه الحالات عند عدائي الماراتون، وبعد الاختلاجات الصرعية Epilepsia والتكززية Tetanus وحالات فرط الحرارة الخبيث، وفي بعض التسممات (ستركنين، ايميبرامين، ايثيلين غلايكول). يسبب الكوكائين انحلال الربيدات لما يحدثه من تقبض وعائي شديد وبالتالي نقص تروية شديد وبما يسببه من عدم تحمل Intolerance الجهد الفيزيائي

### انحلال الربيدات بالإصابة المباشرة للغشاء
انحلال الربيدات بالإصابة المباشرة للغشاء أو الليف العضلي قد يكون عند المريض تربة خاصة تهيؤه لحدوث انحلال الربيدات، فعند الشخص الكحولي المزمن يمكن لجزيئة الكحول أن تتوضع بين الطبقتين الدسمتين لغشاء الخلية مما يُضعف هذا الأخير ويسبب اعتلالاً عضلياً Myopathy سواء للعضلات الهيكلية أم القلبية. هذا بالإضافة إلى أن الكحولي يتعرض لظروف مشجعة لانحلال الربيدات (كالسبات والهذيان الارتعاشي Delirium Tremens والأخماج وفقدان الكهرليات). كما أن لمضادات الهذيان Neuroleptics سمية مباشرة على العضلات ربما نتيجة إحداثها خللاً بنفوذية الغشاء للكالسيوم.
كثيراً ما يحدث انحلال الربيدات في المتلازمة الخبيثة لمضادات الهذيان، والتي تترافق بزيادة تولد الحرارة Thermogenesis من العضلات بسبب فرط مقويتها Hypertony، ولسبب حصر الدوبامين ونقص حجم الدم والتجفاف 
ذكرت حالات من انحلال الربيدات عند مدمني الهيروئين دون حدوث سبات أو اختلاجات، قد يعود سببها إلى السمية المباشرة لهذه المادة على العضلات 
يمكن لانحلال الربيدات أن يحدث دون وجود تربة خاصة، فالصعق الكهربائي عالي الفولتاج يسبب هذه الحالة عند 10% من الناجين منه
نذكر من الأدوية شائعة الاستعمال كسبب لهذه المتلازمة الفيبرات والستاتين (خافضات للكولسترول). 1% من مستعملي الستاتين يصابون بالتهاب العضلات المزمن. معروف أنه تم سحب الأوريفاستاتين من السوق الدوائي لإحداثه نحو 100 وفاة ناتجة عن انحلال الربيدات. الإصاية قد تظهر بعد أسابيع من بدء المعالجة، أو أشهر أو حتى سنوات؛ وغالباً ما يكون هناك عوامل خطورة مرافقة كالجرعات العالية أو العمر المتقدم أو كون المريض امرأة أو وجود قصور كلوي أو كبدي أو داء سكري أو تناول أدوية أخرى بنفس الوقت كالماكروليد والدايجوكسين.
يؤدي الستاتين لاضطراب إنتاج ال ا ت ب بإنقاصه التميم الأنزيمي ا Coenzyme A وهذا ما يسبب اضطراب المتقدرات Mitochondrione.
نذكر من الأدوية الأخرى التي قد يختلط استعمالها بانخلال الربيدات كلاً من السيكلوسبورين، الاتراكونازول، الزيفوديدين، الكولشيسين، والجرعات التي تتعدى 5 مغ/كغ من البروبوفول (حدوث متلازمة الإرواء بالبروبوفول)Propofol Perfusion Syndrome والتي تشمل حماض استقلابي وقصور قلب وانحلال الربيدات، كل ذلك بسبب فشل عمليات الأكسدة في المتقدرات

### انحلال الربيدات والاعتلالات الوراثية للعضلات
انحلال الربيدات والاعتلالات الوراثية للعضلات ينتج فرط الحرارة الخبيث عن اضطراب جيني للصبغي 19 ينتقل بالوراثة الجسدية القاهرة في نصف الحالات. حدوثه نادر (1/100000 تخدير). يحدث بعد التخدير العام ولا سيما بالهالوثان والسكساميثونيوم، تشمل اللوحة فرط استقلاب شديد ومفاجئ مع زيادة هائلة للكالسيوم داخل الخلايا العضلية نتيجة عيب في أقنية الكالسيوم أو في مستقبل الريانودينRyanodin Receptor أو كلاهما. يؤدي ذلك إلى تقلصات عضلية معممة مع فرط بتوليد الحرارة، وإلى انحلال الربيدات ولاضطرابات استقلابية أخرى (حماض، فرط بوتاسيوم الدم...).
يترافق داء دوشن Duchenne Disease بانحلال ربيدات عفوي أو بعد استعمال السكساميثونيوم.
يمكن أن يحدث انخلال الؤبيدات في بعض عيوب استقلاب السكريات كما هو الأمر في داء ماك اردل Mc Ardle (عوز الفوسفوريلاز) أو داء تاروي Tarui (عوز الفوسفوفركتوكيناز) أو عوز ميتاز الفوسفوغليسيريدات.

### انحلال الربيدات واضطراب الكهارل
انحلال الربيدات واضطراب الكهارل (بالإنجليزية:Electrolytes)يمكن لانحلال الربيدات أن يحدث بسبب نقص فوسفور الدم المزمن أو نقص صوديوم الدم؛ إلا أن أكثر اضطرابات الكهارل سبباً لهذه المتلازمة هو نقص بوتاسيوم الدم المزمن (نتيجة المعالجة بالمدرات أو اقياءات الحمل المتكررة غير القابلة للسيطرة أو شرب العرق سوس بكميات كبيرة وبشكل مزمن). تجب الإشارة إلى أن نضوب البوتاسيوم من الجسم يمكن أن يحدث مع بقاء تركيز بوتاسيوم الدم طبيعياً أو حتى مرتفعاً.
وصفت حالات من انحلال الربيدات بالترافق مع فرط الحلولية Hyperosmolality أو بعد استعمال كميات كبيرة من المانيتول للمصابين برضوض الجمجمة.

### انحلال الربيدات لأسباب غير معروفة
انحلال الربيدات لأسباب غير معروفة قد تترافق الأخماج الشديدة بانحلال الربيدات وذلك في إطار الفشل متعدد الأعضاء. من المحتمل وجود سمية عضلية مباشرة للذيفانات الجرثومية، هذا ما يدعمه على الأقل وجود الآلام العضلية أثناء تلك الأخماج.
باستثناء بعض الأدوية والسموم التي سبق ذكرها، فالعديد من الأدوية الأخرى تؤدي إلى هذه المتلازمة بآلية ما زالت غير معروفة (باراسيتامول، نيفيديبين، بنزوديازيبين، ميثادون، ليثيوم...).
قد تشكل هذه المتلازمة جزءاً من اللوحة السريرية لعدد من الأمراض كالحالة الربوية والسكري الشبهي Diabetes Insipidus وفرط نشاط الدرق أو على العكس قصورها.

## العلامات السريرية والبيولوجية
العلامات السريرية تتفاوت الأعراض من حالة إلى أخرى، إلا أن أشدها تلك الناجمة عن المتلاومة الهرسية Crush Syndrome حيث تتطور اللوحة السريرية خلال بضعة ساعات إلى:
- وذمة شديدة لكتلة العضلات المنهرسة.
- علامات نقص التروية الجلدية والعضلية (برودة الجلد وغياب النبض).
- شلل حسي - حركي ناجم عن ارتفاع الضغط ضمن النسيج المصاب (في هذه الحالة قد يلجأ الأطباء إلى بضع السفاق Aponeurotomy لتحرير العضلة من سفاقها)
- نقص حجم الدم وحدوث الصدمة Shock .
- تسرع التنفس الناجم عن الحماض الاستقلابي.

أما في الحالات الأخرى لانحلال الربيدات والناجمة عن أسباب غير رضية فإن الثالوث العرضي يشمل الآلام العضلية والتعب واصطباغ البول باللون الأحمر-البني؛ إلا أنه لا يشترط وجود هذه الأعراض الثلاثة معاً عند تفس الشخص، إذ أن 50% من المصابين لا يشكون إلا من تغير لون البول.

## العلامات البيولوجية
- ارتفاع ال CPK يصل إلى ذروة ارتفاعه في اليوم الثالث بعد الإصابة.
- ارتفاع الأنزيمات العضلية الأخرى كالتراساميناز ونازعة هيدروجين اللكتات (Lactate Dehydrogenase (LDH، إلا أن هذا الارتفاع ليس نوعياً.
- ارتفاع الميوغلوبين العيار الطبيعي له أقل من 18 مغ/ل. من الجدير بالذكر عدم وجود غلاقة طردية بين ارتفاع ال CPK وارتفاع الميوغلوبين.

اضطراب الكهارل مثل فرط تركيز بوتاسيوم الدم، فرط تركيز فوسفور الدم، انخفاض تركيز كالسيوم الدم، فرط تركيز حمض البول Uric Acid في الدم (نتيجة تحرر النكليوتيدات الخلوية وقصور الكلية).
الحماض الاستقلابي وهو ينجم عن تحرر بعض الأحمضة ولا سيما حمض اللبن Lactic Acid.

## طرق العلاج
تشمل معالجة انحلال الربيدات محورين رئسيين: الوقاية من قصور الكلية الحاد ومعالجة الآفات الموضعية.

### الوقاية من قصور الكلية الحاد
الوقاية من قصور الكلية الحاد تعتمد على إعطاء السوائل وريدياً بكميات كبيرة وبأسرع ما يمكن، ذلك أن نقص حجم الدم هو العامل الرئيسي لحدوث القصور الكلوي الحاد. يفضل استعمال السوائل الملحية الفيزيولوجية. الكميات يجب أن تكون كبيرة قد تصل إلى 5 أو 10 ليترات يومياً، مع الانتباه إلى عدم إحداث فرط الإماهة الذي قد يعرض المصاب لمتلازمة الضائقة التنفسية الحادة ARDS، المهم الحصول على ادرار بولي لا يقل عن 3 مل/كغ/ساعة، بهدف منع ترسب الميوغلوبين في الأنابيب الكلوية. قد يضطر الأطباء أحياناً لإجراء التحال الدموي Hemodialysis للسيطرة على الارتفاع الشديد لبوتاسيوم الدم، عندما تفشل الوسائل الأخرى عن القيام بذلك.

### المعالجة الموضعية
المعالجة الموضعية في حالات الكوارث الطبيعية كالزلازل قد يكون من الضروري بتر الطرف إن ثبت استحالة إخراجه من تحت الانقاض وتعرض المصاب لخطر الوفاة؛ كما يمكن القيام بذلك إن تجاوزت مدة انضغاط الطرف 9 ساعات.
ما يزال إجراء بضع السفاق Aponeurotomy موضع جدل بين الأطباء لأن الجلد، وإن كان مصاباً، يؤمن حماية ضد الأخماج ولأن هذا البضع يحول الآفة من مغلقة إلى مفتوحة، مما يزيد خطر حدوث الأخماج للكتلة العضلية المتنخرة. على جميع الأحوال يستطب بضع السفاق إذا تجاوز الضغط داخل الأنسجة 40 ملم زئبق أو إن أصبح أعلى من ضغط الدم الانبساطي ب 30 ملم زئبق.